# Kepler-26
 (juin 2025).
Désignations
Kepler-26 est une naine rouge située dans la constellation de la Lyre, à environ 335,31 parsecs de la Terre.

## Caractéristiques physiques
Cette étoile est de type spectral M0 V.
Sa température effective est d'environ 4486 K.
Sa masse est estimée à 0,62 fois celle du Soleil.
Son rayon est d'environ 0,57 fois celui du Soleil.
Sa luminosité est d'environ 0,09 fois celle du Soleil.

## Observation
Ses coordonnées célestes sont : ascension droite 18h 59m 45,86s, déclinaison +46° 33′ 59,22″.

## Système planétaire
| Planète     | Masse   | Demi-grand axe (ua) | Période orbitale (jours) | Excentricité | Inclinaison | Rayon   |
| ----------- | ------- | ------------------- | ------------------------ | ------------ | ----------- | ------- |
| Kepler-26 b | 0,02 MJ | 0,09                | 12,28                    | 0,021        | 89,93°      | 0,25 RJ |
| Kepler-26 c | 0,02 MJ | 0,11                | 17,26                    | 0,013        | 89,09°      | 0,24 RJ |
| Kepler-26 d | 0,00 MJ | 0,04                | 3,54                     | 0,000        | 89,91°      | 0,10 RJ |
| Kepler-26 e | 0,02 MJ | 0,22                | 46,83                    | 0,000        | 89,87°      | 0,21 RJ |